# Peenebrücke Jarmen

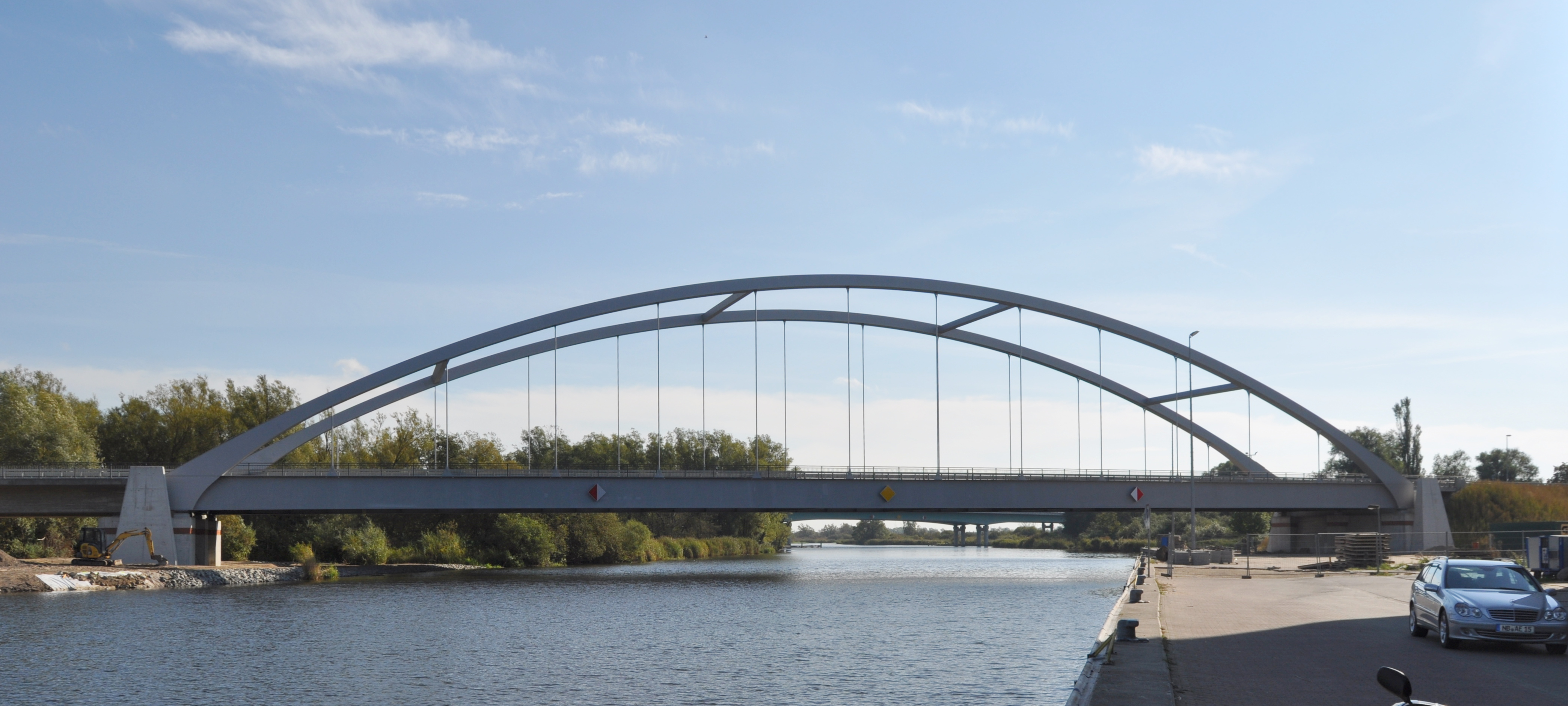
Peenebrücke Jarmen 2012

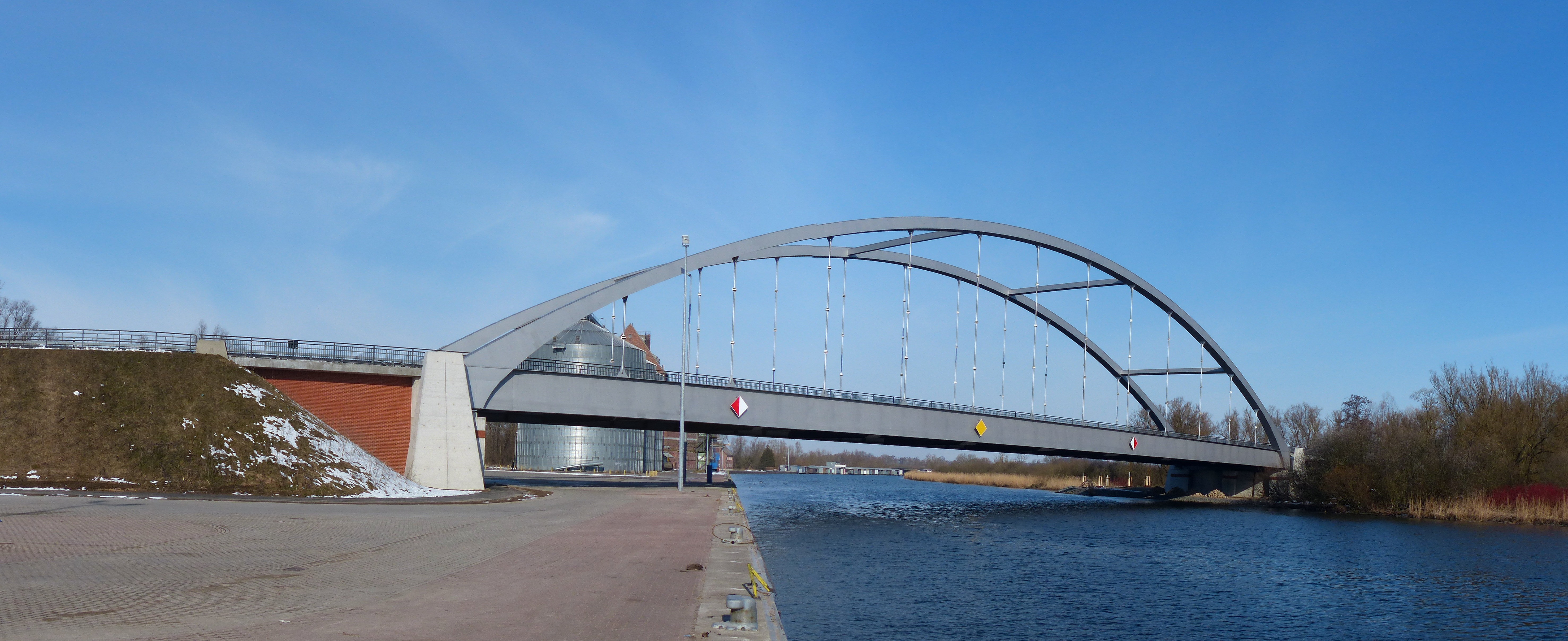
Ansicht von Osten

Die Peenebrücke Jarmen im Zuge der Landesstraße 35 ist eine Stabbogenbrücke über die Peene bei Jarmen im Landkreis Vorpommern-Greifswald in Mecklenburg-Vorpommern. Der Neubau der Brücke wurde Ende Juni 2012 für den Verkehr freigegeben. Bis zur Fertigstellung der Bundesautobahn 20 und des Neubaus der Peenetalbrücke im Zuge der A 20 führte mit der Bundesstraße 96 eine der wichtigsten Nord-Süd-Verbindungen Deutschlands über diese Brücke.

## Geschichte

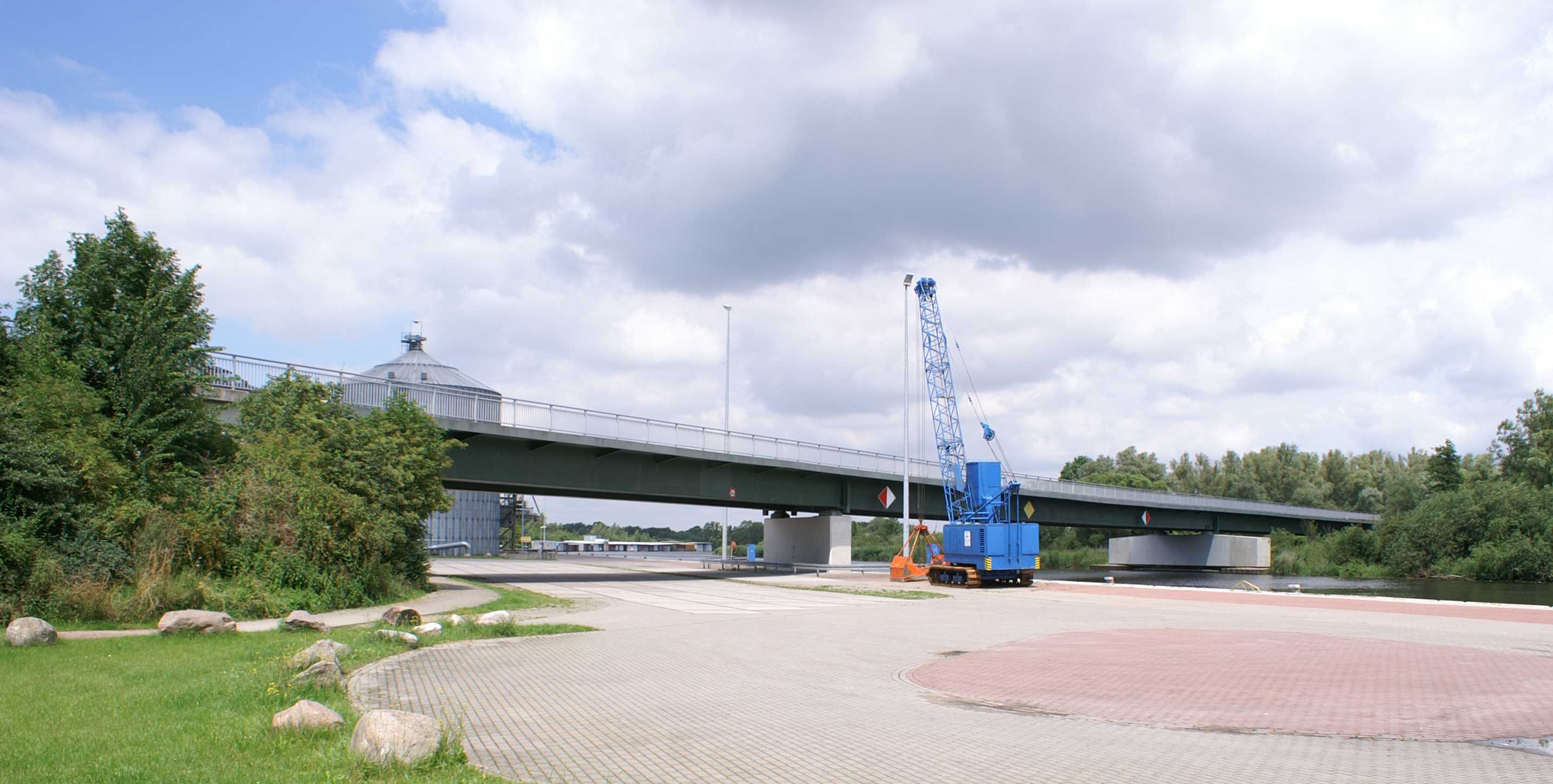
Peenebrücke Jarmen – erbaut 1967 – Sommer 2011 Abriss

Hölzerne Klappbrücke Jarmen nach 1863

Klappbrücke Jarmen 1910

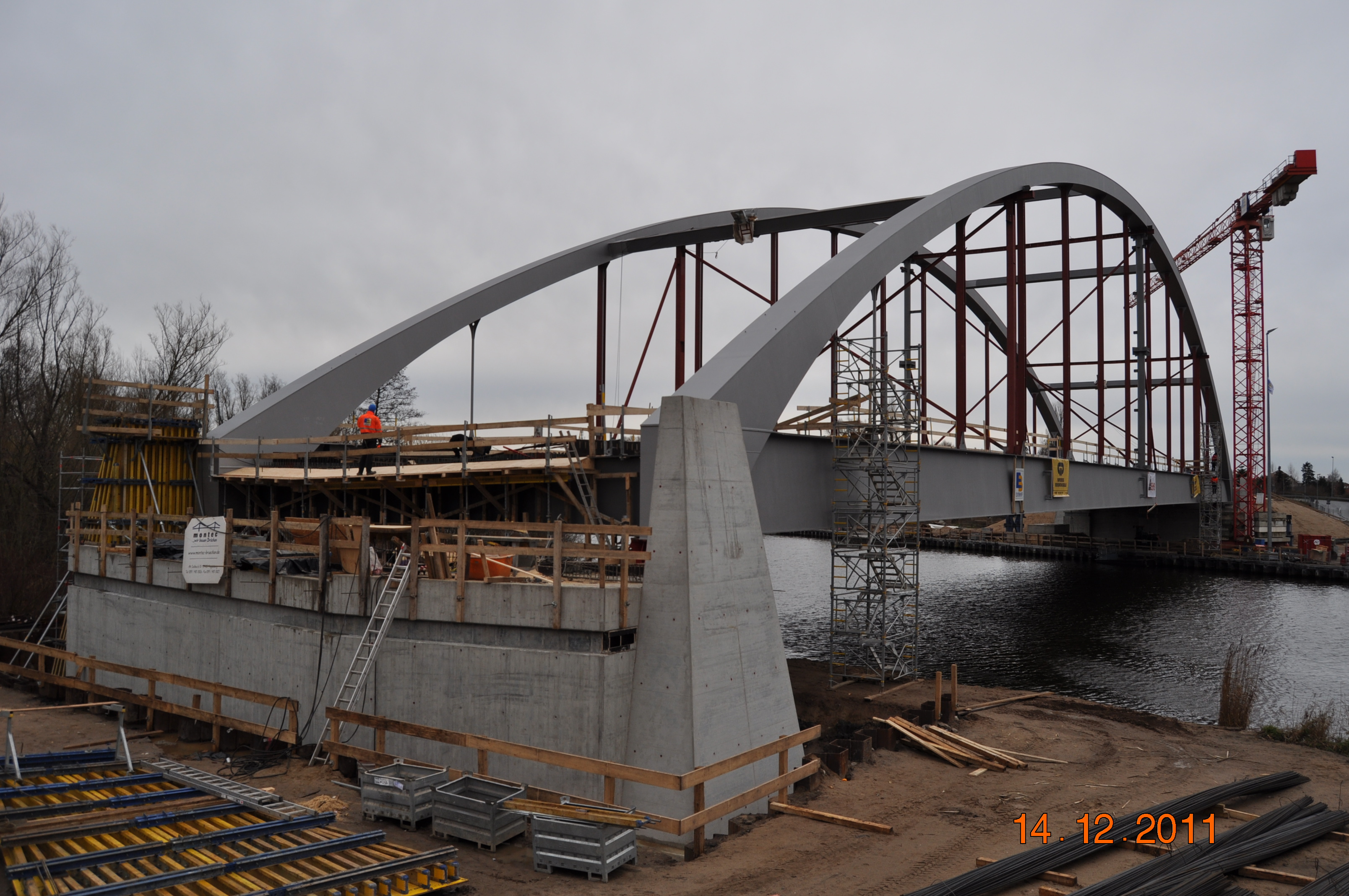
Peenebrücke Jarmen nach dem Einschub auf den Widerlagern

Fertige Klappbrücke Jarmen 1920

Bis in die zweite Hälfte des 19. Jahrhunderts bestand in Jarmen eine Fährverbindung über die Peene, deren Besitzer von 1592 bis 1863 namentlich bekannt sind. In den Jahren 1862 und 1863 wurde eine 68 Meter lange hölzerne Doppelklappbrücke, ähnlich der Wiecker Brücke, errichtet. Die Gesamtkosten von 30.273 preußischen Reichstalern wurden überwiegend von den Kommunalständen des damaligen Landkreises Demmin getragen. Der staatliche Zuschuss betrug 4750 Taler. Allein 10.000 Taler wurden als Ablösesumme an den Besitzer der früheren Fähre gezahlt. In den ersten Jahren wurde für die Überquerung der Brücke eine Gebühr erhoben, die Passage war für Schiffe kostenlos.
Die hölzerne Brücke wurde 1910 abgetragen und durch eine Betonbogenklappbrücke ersetzt. Diese war bis 1965 bedingt verkehrstauglich. An ihrer Stelle wurde 1967 eine Stahlbrücke  errichtet und gleichzeitig die Straßenführung der damaligen F 96 aus der Stadt nach Osten verlegt. Die dreifeldrige Konstruktion hatte eine Gesamtstützweite von rund 164 Metern und als Querschnitt einen Stahlhohlkasten mit einer orthotropen Fahrbahnplatte ohne Querträger.
Die Stahlbrücke wurde in den Jahren 1995 bis 1997 umfangreich instand gesetzt. Mit der Verlagerung des Fernverkehrs auf die A 20 und die 2001 fertiggestellte Autobahnbrücke ging die Bedeutung der B 96 zurück. Schließlich wurde die über die Brücke führende Bundesstraße 2006 zur Landesstraße herabgestuft.
Seit 2010 wurde der vom Landesamt für Straßenbau und Verkehr geplante Neubau der Peenebrücke realisiert. In der Zwischenzeit ermöglichte eine dreifeldrige Behelfs-Fachwerkbrücke (D-Brücke) das Überqueren der Peene für den regionalen Verkehr auf der Landesstraße 35. Am 6. und 7. Dezember 2011 folgte das Einschwimmen des Stabbogens über die Peene mit Hilfe eines Schwerlastpontons. Am 26. Juni 2012 wurde der Brückenneubau für den Verkehr freigegeben. Die Gesamtkosten des Neubaus betrugen 12,2 Millionen Euro.

## Konstruktion
Der neue Brückenzug besteht aus zwei Abschnitten. Der Hauptteil ist eine stählerne Stabbogenbrücke mit einer Verbundfahrbahnplatte und einer Stützweite von 114,3 Metern. Als zweiter Teil folgt nördlich eine Spannbeton-Balkenbrücke mit einem zweistegigen Plattenbalkenquerschnitt und 45 Meter Stützweite.